# Voskovke
Voskovke (lat. Myricaceae), malena porodica iz reda bukvolike (Fagales) koja je dobila ime po rodu mirika (Myrica). Plod nekoliko vrsta mirike daje vosak koji se tradicionalno koristi za izradu svijeća, a dobiva se kuhanjem njezinog ploda u vodi.
Voskovke su raširene u obje Amerike, te u Africi, Aziji i Europi. To mogu biti grmovi od jednog metra visine pa do stabala visokih 20 metara. Pripadaju joj i rodovi:
- Tribus Canacomyriceae Reveal

1. Canacomyrica Guillaumin  (1 sp.)

- Tribus Myriceae Small

1. Comptonia L'Hér. ex Aiton (1 sp.)
2. Morella Lour. (44 spp.)
3. Myrica L.  (2 spp.)

## Opis
Myricaceae, porodica “voštanih mirta” dikotiledonih cvjetnica, u redu bukvolikih (Fagales), pronađena je diljem svijeta, s tri roda drveća i grmlja s aromatičnim lišćem. Mnoge vrste imaju žute žljezdaste točkice na površini iz kojih izvire karakterističan miris ovih biljaka i imaju plodove s jednim sjemenkama često prekrivene voštanim granulama, izbočinama ili slojevima. Cvjetovi su mali, zelenkasti i neugledni i obično su odvojeno muški i ženski na istoj ili različitim biljkama u grozdovima zvanim mačicama. Muški cvjetovi imaju 2 do 16 (ali obično 4) prašnika ili strukture za proizvodnju peluda, pričvršćene neposredno iznad dvije male brakteole nalik ljuskama. Ženski cvjetovi sastoje se od jajnika s jednom komoricom koji se sastoji od dva karpela (strukturni segmenti) koji su na vrhu prošireni u dvograni oblik (organ za primanje peluda), a cijeli je povezan s dvije ili četiri brakteole.
Korisne biljke unutar porodice uključuju “močvarnu mirtu” (Myrica gale), grm vlažnih područja sa smolastim lišćem korisnim u lijekovima; “voštana mirta”  (M. cerifera), visoki grm ili malo stablo koje raste do oko 11 metara (35 stopa); i M. pensylvanica, koji daje vosak koji se koristi za svijeće. “Slatka paprat” (Comptonia peregrina) mali je aromatični grm istočne Sjeverne Amerike, čije se lišće koristi u narodnoj medicini i kao začin.
Najveći rod iz reda je Myrica, s 50 vrsta. Srodstva su bliska porodicama Juglandaceae i Rhoipteleaceae.